# 고정폭 글꼴

윗쪽 글꼴들은 가변폭 글꼴, 아래 글꼴이 고정폭 글꼴이다

고정폭 글꼴(monospaced font, fixed-pitch, fixed-width, non-proportional font)은 각 글자가 동일한 양의 수평 공간을 차지하는 글꼴을 말한다. 고정폭 폰트, 비례 글꼴, 비례폰트 등으로 불리는 서체이다.
이것은 일반적인 글꼴이 가변폭을 가짐으로써, 인간의 눈에 편안함과 가독성을 높이는 것이 목적인 것과는 달리 컴퓨터나 특정 용도의 목적을 위해 글꼴의 사이즈 및 글꼴이 집합된 문장이 항상 일정한 고정된 폭을 유지하도록 설계되었다.
고정 피치 폰트 또는 모노타입(Mono Type)이라고 불리는 경우도 있다.

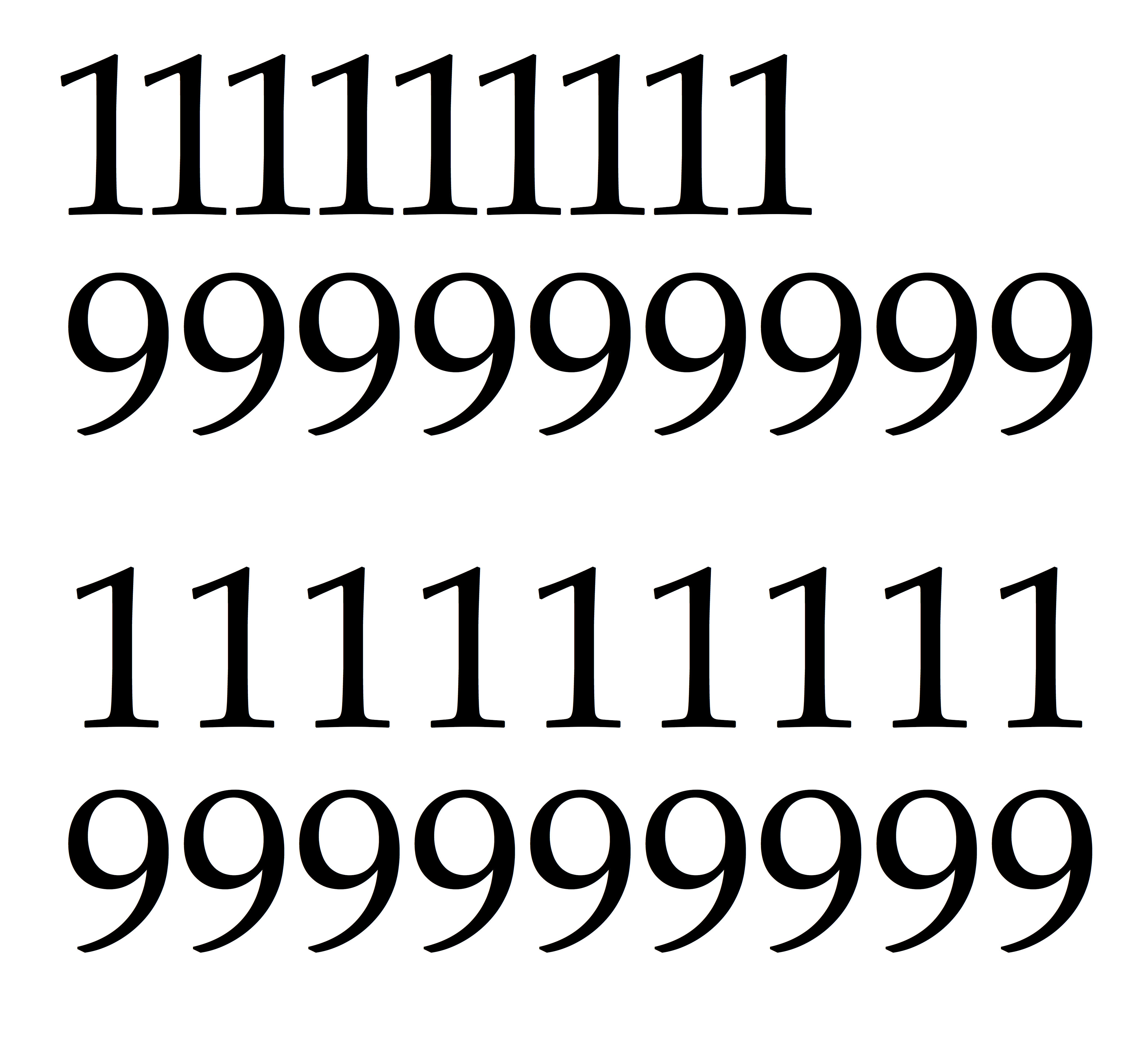
가변폭 글꼴과 고정폭 글꼴은 상황에 따라 선호도가 결정된다

## 컴퓨터에서의 이용
고정폭 글꼴은 그래픽 기능이 극히 제한된 초기 컴퓨터와 컴퓨터 터미널에서 널리 사용되었다. 텍스트 모드를 사용함으로써 하드웨어 구현은 단순했으며 화면 레이아웃은 격자 타일로 해결했고 각각은 하드웨어의 문자표에 인덱싱시킴으로써 문자를 표시하도록 설정할 수 있었다. 일부 시스템은 각 타일의 전경색과 배경색을 다양하게 함으로써 컬러 텍스트의 출력을 허용하였다. 기타 효과로는 반전 비디오와 깜박이는 텍스트를 포함하였다. 그럼에도 불구하고 이러한 초기 시스템들은 일반적으로 하나의 콘솔 글꼴에 제한되었다.

## 같이 보기
- 컴퓨터 글꼴
- OCR(광학 문자 인식)